# Peter de Villiers
Peter de Villiers (* 3. Juni 1957 in Paarl) ist ein ehemaliger südafrikanischer Rugby-Union-Spieler und war bis 2011 Trainer der südafrikanischen Nationalmannschaft.

## Karriere
De Villiers spielte während der Apartheid als Gedrängehalb für die Griquas und die Boland Cavaliers. Aufgrund seiner Hautfarbe war es ihm nicht möglich, in der Nationalmannschaft eingesetzt zu werden.
1996 begann er seine Trainerkarriere beim Amateurverein Tygerberg Rugby. 1998 wurde er Assistenztrainer bei der Western Province. Gleichzeitig übernahm er den Posten des Cheftrainers bei der U19-Nationalmannschaft, die er zum dritten Platz bei der Weltmeisterschaft führte. In den Jahren 2002 und 2003 leitete er die Falcons im Currie Cup. 
2004 wurde er als Trainer der U21-Nationalmannschaft Südafrikas engagiert. Er führte das Team zu einem dritten, einem zweiten und einem ersten Platz bei den Weltmeisterschaften. Aufgrund dieser Erfolge verpflichtete ihn der südafrikanische Verband als Trainer der Emerging Springboks, der Reserve der Nationalmannschaft. Er gewann mit dieser Auswahl den Nations Cup.
Nach dem Titel der „Springboks“ bei der Weltmeisterschaft 2007 trat der Cheftrainer Jake White von seinem Posten zurück, sodass ein Nachfolger gesucht werden musste. Der Verband entschied sich für de Villiers, der zuvor noch kein Super-14-Team oder eine der großen regionalen Mannschaften in Südafrika trainiert hatte. Er wurde zum ersten „schwarzen“ Trainer Südafrikas. Dies sorgte für einige Kontroversen, da der Verband betonte, die Entscheidung für de Villiers sei auch seiner Hautfarbe geschuldet.
Das erste Turnier unter der Führung von de Villiers war das Tri Nations 2008, das Südafrika als Letzter abschloss. Die Novembertour wurde jedoch zu einem Erfolg, da das Team alle britischen Mannschaften schlagen konnte. Im Sommer 2009 gewann Südafrika die Serie gegen die British and Irish Lions mit zwei Siegen und einer Niederlage. Im selben Jahr gelang ihm mit der Nationalmannschaft der Sieg bei den Tri Nations.
In seiner kurzen Amtszeit sorgte de Villiers für zahlreiche Kontroversen. So unterstellte er den Neuseeländern nach einer Niederlage Südafrikas, dass sie betrügen würden. Während der Lions-Tour verteidigte er seinen Spieler Schalk Burger, der für acht Wochen gesperrt wurde, nachdem er dem Lions-Spieler Luke Fitzgerald in die Augen gegriffen hatte.